# Кабинет Орпо
Кабинет Орпо (фин. Orpon hallitus) — кабинет министров Финляндии во главе с премьер-министром Петтери Орпо («Национальная коалиция»), сформированный 20 июня 2023 года по результатам парламентских выборов. В коалицию вошли консервативные партии: «Национальная коалиция», «Истинные финны», Шведская народная партия и «Христианские демократы», получившие в эдускунте (парламенте) 108 мандатов (из 200). Коалиция является самой правой со времён Второй мировой войны. Кабинет стал 77-м по счёту в истории страны. Сменил коалиционное правительство под руководством премьер-министра Санны Марин, лидера Социал-демократической партии, которая была премьер-министром с 10 декабря 2019 года. Общее число министров в правительстве, как и в предыдущем, — 19: 12 женщин и 7 мужчин.

## Историческая справка
На парламентских выборах в Финляндии, состоявшихся 2 апреля 2023 года, победу одержали консервативные партии Национальная коалиция и Истинные финны, получившие 48 и 46 мандатов в эдускунте (из 200). Правившая Социал-демократическая партия Финляндии также сумела улучшить свой результат по сравнению с предыдущими выборами 2019 года и получила 43 мандата. Входящие в предыдущее правительство партии Финляндский центр, Зелёный союз и Левый союз потеряли соответственно 8, 7 и 5 мандатов. 6 апреля Санна Марин, премьер-министр и лидер Социал-демократической партии Финляндии подала в отставку. Официальные переговоры по формированию коалиционного правительства начались 2 мая. Петтери Орпо, лидер Национальной коалиции пригласил к участию в переговорах «Истинных финнов», Шведскую народную партию и «Христианских демократов». Правительственная программа опубликована 16 июня. 20 июня эдускунта одобрила кандидатуру Орпо на пост главы правительства, за его кандидатуру проголосовало 107 депутатов, 81 — против. В тот же день президент Саули Ниинистё принял отставку правительства Марин и назначил правительство Орпо.

## Распределение портфелей
|  | «Национальная коалиция»  | 8 |
|  | «Истинные финны»         | 7 |
|  | Шведская народная партия | 2 |
|  | «Христианские демократы» | 1 |

Один министерский пост Шведская народная партия и «Христианские демократы» поделили.

## Состав правительства
Состав правительства:
| Канцелярия премьер-министра Финляндии                              |                     |                               |                          |
| Премьер-министр                                                    | Петтери Орпо        | с 20 июня 2023                | «Национальная коалиция»  |
| Министр по делам Европы и управления собственностью                | Андерс Адлеркройц   | 20 июня 2023 — 5 июля 2024    | Шведская народная партия |
| Министр по делам Европы и управления собственностью                | Иоаким Странд       | с 5 июля 2024                 | Шведская народная партия |
| Министерство финансов Финляндии                                    |                     |                               |                          |
| Министр финансов                                                   | Риикка Пурра        | с 20 июня 2023                | «Истинные финны»         |
| Министр по делам местного и регионального самоуправления Финляндии | Анна-Кайса Иконен   | с 20 июня 2023                | «Национальная коалиция»  |
| Министерство образования и культуры Финляндии                      |                     |                               |                          |
| Министр образования                                                | Анна-Мая Хенрикссон | 20 июня 2023 — 5 июля 2024    | Шведская народная партия |
| Министр образования                                                | Андерс Адлеркройц   | с 5 июля 2024                 | Шведская народная партия |
| Министр науки и культуры                                           | Сари Мултала        | 20 июня 2023 — 24 января 2025 | «Национальная коалиция»  |
| Министр науки и культуры                                           | Мари-Леена Талвитие | с 24 января 2025              | «Национальная коалиция»  |
| Министр физкультуры, спорта и молодёжи                             | Сандра Бергквист    | 20 июня 2023 — 13 июня 2025   | Шведская народная партия |
| Министр физкультуры, спорта и молодёжи                             | Мика Поутала        | с 13 июня 2025                | «Христианские демократы» |
| Министерство сельского и лесного хозяйства Финляндии               |                     |                               |                          |
| Министр сельского и лесного хозяйства                              | Сари Эссайя         | с 20 июня 2023                | «Христианские демократы» |
| Министерство иностранных дел Финляндии                             |                     |                               |                          |
| Министр иностранных дел                                            | Элина Валтонен      | с 20 июня 2023                | «Национальная коалиция»  |
| Министр внешней торговли и развития                                | Вилле Тавио         | с 20 июня 2023                | «Истинные финны»         |
| Министерство внутренних дел Финляндии                              |                     |                               |                          |
| Министр внутренних дел                                             | Мари Рантанен       | с 20 июня 2023                | «Истинные финны»         |
| Министерство юстиции Финляндии                                     |                     |                               |                          |
| Министр юстиции                                                    | Леена Мери          | c 20 июня 2023                | «Истинные финны»         |
| Министерство социального обеспечения и здравоохранения Финляндии   |                     |                               |                          |
| Министр социального обеспечения и здравоохранения                  | Кайса Юусо          | с 20 июня 2023                | «Истинные финны»         |
| Министр по вопросам социальной защиты Финляндии                    | Санни Гран-Лаасонен | с 20 июня 2023                | «Национальная коалиция»  |
| Министерство труда и экономического развития Финляндии             |                     |                               |                          |
| Министр занятости                                                  | Арто Сатонен        | 20 июня 2023 — 6 мая 2025     | «Национальная коалиция»  |
| Министр занятости                                                  | Матиас Марттинен    | с 6 мая 2025                  | «Национальная коалиция»  |
| Министр экономического развития                                    | Вильгельм Юннила    | 20 июня — 5 июля 2023         | «Истинные финны»         |
| Министр экономического развития                                    | Вилле Рюдман        | 5 июля 2023 — 13 июня 2025    | «Истинные финны»         |
| Министр экономического развития                                    | Сакари Пуйсто       | с 13 июня 2025                | «Истинные финны»         |
| Министерство транспорта и связи Финляндии                          |                     |                               |                          |
| Министр транспорта и связи                                         | Лулу Ранне          | с 20 июня 2023                | «Истинные финны»         |
| Министерство обороны Финляндии                                     |                     |                               |                          |
| Министр обороны                                                    | Антти Хяккянен      | с 20 июня 2023                | «Национальная коалиция»  |
| Министерство окружающей среды Финляндии                            |                     |                               |                          |
| Министр по делам окружающей среды и климата                        | Кай Мюккянен        | 20 июня 2023 — 24 января 2025 | «Национальная коалиция»  |
| Министр по делам окружающей среды и климата                        | Сари Мултала        | с 24 января 2025              | «Национальная коалиция»  |